# Epiphragma (Eupolyphragma) parvilobum
Epiphragma (Eupolyphragma) parvilobum is een tweevleugelige uit de familie steltmuggen (Limoniidae). De soort komt voor in het Oriëntaals gebied.